# Vernonioideae
Vernonioideae je potporodica glavočika. Sastoj ise od 7 tribusa.
Potporodica je opisana u An Encyclopedia of Plants 1074. 1829.

## Tribusi
1. Tribus Eremothamneae H. Rob. & Brettell
  1. Eremothamnus O. Hoffm. (1 sp.)
  2. Hoplophyllum DC. (2 spp.)
2. Tribus Platycarpheae V. A. Funk & H. Rob.
  1. Platycarpha Less. (1 sp.)
  2. Platycarphella V. A. Funk & H. Rob. (2 spp.)
3. Tribus Arctotideae Cass.
  1. Subtribus Arctotidinae (Cass.) Dumort.
    1. Dymondia Compton (1 sp.)
    2. Cymbonotus Cass. (3 spp.)
    3. Arctotis L. (67 spp.)
    4. Haplocarpha Less. (9 spp.)
    5. Arctotheca Vaill. (5 spp.)

  2. Subtribus incertae sedis
    1. Heterolepis Cass. (4 spp.)

  3. Subtribus Gorteriinae Benth.
    1. Gazania Gaertn. (19 spp.)
    2. Roessleria Stångb. & Anderb. (5 spp.)
    3. Hirpicium Cass. (3 spp.)
    4. Gorteria L. (11 spp.)
    5. Didelta L´Hér. (2 spp.)
    6. Berkheya Ehrh. (79 spp.)
    7. Cullumia R. Br. (16 spp.)
    8. Cuspidia Gaertn. (1 sp.)
    9. Heterorhachis Sch. Bip. ex Walp. (2 spp.)
4. Tribus Liabeae (Cass. ex Dumort.) Rydb.
  1. Subtribus Liabinae Cass. ex Dumort.
    1. Cacosmia Kunth (3 spp.)
    2. Ferreyranthus H. Rob. & Brettell (8 spp.)
    3. Oligactis (Kunth) Cass. (5 spp.)
    4. Dillandia V. A. Funk & H. Rob. (3 spp.)
    5. Sampera V. A. Funk & H. Rob. (8 spp.)
    6. Liabum Adans. (38 spp.)
    7. Inkaliabum D. G. Gut. (1 sp.)

  2. Subtribus Sinclairiinae H. Rob.
    1. Sinclairiopsis Rydb. (2 spp.)
    2. Sinclairia Hook. & Arn. (27 spp.)

  3. Subtribus Paranepheliinae H. Rob.
    1. Stephanbeckia H. Rob. & V. A. Funk (1 sp.)
    2. Microliabum Cabrera (6 spp.)
    3. Pseudonoseris H. Rob. & Brettell (4 spp.)
    4. Paranephelius Poepp. & Endl. (6 spp.)
    5. Chionopappus Benth. (1 sp.)
    6. Erato DC. (5 spp.)
    7. Philoglossa DC. (5 spp.)

  4. Subtribus Munnoziinae H. Rob.
    1. Chrysactinium (Kunth) Wedd. (9 spp.)
    2. Munnozia Ruiz & Pav. (44 spp.)
    3. Bishopanthus H. Rob. (2 spp.)
5. Tribus Distephaneae ined.
  1. Distephanus Cass. (45 spp.)
6. Tribus Moquinieae H. Rob.
  1. Moquinia DC. (1 sp.)
  2. Pseudostifftia H. Rob. (1 sp.)
7. Tribus Vernonieae Cass.
  1. Subtribus Linziinae S. C. Keeley & H. Rob.
    1. Linzia Sch. Bip. (10 spp.)
    2. Adenoon Dalzell (1 sp.)
    3. Aedesia O. Hoffm. (3 spp.)
    4. Baccharoides Moench (25 spp.)
    5. Khasianthus H. Rob. & Skvarla (1 sp.)
    6. Lachnorhiza A. Rich. (3 spp.)
    7. Vernonella Sond. (11 spp.)
    8. Namibithamnus H. Rob., Skvarla & V. A. Funk (2 spp.)
    9. Pseudopegolettia H. Rob., Skvarla & V. A. Funk (2 spp.)
    10. Neurolakis Mattf. (1 sp.)
    11. Pleurocarpaea Benth. (2 spp.)

  2. Subtribus Centrapalinae H. Rob.
    1. Camchaya Gagnep. (9 spp.)
    2. Iodocephalopsis Bunwong & H. Rob. (1 sp.)
    3. Acilepis D. Don (37 spp.)
    4. Bechium DC. (3 spp.)
    5. Centauropsis Bojer ex DC. (8 spp.)
    6. Dewildemania O. Hoffm. ex De Wild. (7 spp.)
    7. Oliganthes Cass. (9 spp.)
    8. Koyamasia H. Rob. (2 spp.)
    9. Nothovernonia H. Rob. & V. A. Funk (2 spp.)
    10. Okia H. Rob. & Skvarla (2 spp.)
    11. Pulicarioidea Bunwong, Chantar. & S. C. Keeley (1 sp.)
    12. Msuata O. Hoffm. (1 sp.)
    13. Phyllocephalum Blume (10 spp.)

  3. Subtribus Trichospirinae Less.
    1. Trichospira Kunth (1 sp.)

  4. Subtribus Gymnantheminae H. Rob.
    1. Gymnanthemum Cass. (34 spp.)
    2. Brenandendron H. Rob. (3 spp.)
    3. Uniyala H. Rob. & Skvarla (11 spp.)
    4. Ananthura H. Rob. & Skvarla (1 sp.)
    5. Lampropappus (O. Hoffm.) H. Rob. (3 spp.)
    6. Myanmaria H. Rob. (1 sp.)
    7. Decaneuropsis H. Rob. & Skvarla (11 spp.)
    8. Monosis DC. (8 spp.)
    9. Strobocalyx Sch. Bip. (10 spp.)
    10. Tarlmounia H. Rob., S. C. Keeley, Skvarla & R. Chan (1 sp.)

  5. Subtribus Hesperomanniinae S. C. Keeley & H. Rob.
    1. Hesperomannia A. Gray (3 spp.)

  6. Subtribus Erlangeinae H. Rob.
    1. Hilliardiella H. Rob. (11 spp.)
    2. Cabobanthus H. Rob. (2 spp.)
    3. Brachythrix Wild & G. V. Pope (6 spp.)
    4. Parapolydora H. Rob. (2 spp.)
    5. Orbivestus H. Rob. (13 spp.)
    6. Vernoniastrum H. Rob. (13 spp.)
    7. Lettowia H. Rob. & Skvarla (1 sp.)
    8. Ethulia L. fil. (15 spp.)
    9. Bothriocline Oliv. ex Benth. (61 spp.)
    10. Muschleria S. Moore (1 sp.)
    11. Ageratinastrum Mattf. (4 spp.)
    12. Ambassa Steetz (1 sp.)
    13. Cyanthillium Blume (12 spp.)
    14. Decastylocarpus Humbert (1 sp.)
    15. Diaphractanthus Humbert (1 sp.)
    16. Erlangea Sch. Bip. (13 spp.)
    17. Gutenbergia Sch. Bip. (25 spp.)
    18. Herderia Cass. (1 sp.)
    19. Paurolepis S. Moore (1 sp.)
    20. Hystrichophora Mattf. (1 sp.)
    21. Kinghamia C. Jeffrey (5 spp.)
    22. Omphalopappus O. Hoffm. (1 sp.)
    23. Gossweilera S. Moore (2 spp.)
    24. Hoffmannanthus H. Rob., S. C. Keeley & Skvarla (1 sp.)
    25. Jeffreycia H. Rob., S. C. Keeley & Skvarla (5 spp.)
    26. Oocephala (S. B. Jones) H. Rob. (4 spp.)
    27. Polydora Fenzl (1 sp.)
    28. Crystallopollen Steetz (8 spp.)
    29. Rastrophyllum Wild & G. V. Pope (2 spp.)

  7. Subtribus Mesanthophorinae S. C. Keeley & H. Rob.
    1. Mesanthophora H. Rob. (2 spp.)
    2. Acilepidopsis H. Rob. (1 sp.)
    3. Telmatophila Mart. ex Baker (1 sp.)

  8. Subtribus Stokesiinae H. Rob.
    1. Stokesia L´Hér. (1 sp.)

  9. Subtribus Leiboldiinae H. Rob.
    1. Eremosis (DC.) Gleason (27 spp.)
    2. Leiboldia Schltdl. (2 spp.)
    3. Lepidonia S. F. Blake (8 spp.)
    4. Bolanosa A. Gray (1 sp.)
    5. Stramentopappus H. Rob. & V. A. Funk (2 spp.)

  10. Subtribus Elephantopinae Less.
    1. Elephantopus L. (23 spp.)
    2. Caatinganthus H. Rob. (2 spp.)
    3. Orthopappus Gleason (1 sp.)
    4. Pseudelephantopus Rohr (2 spp.)

  11. Subtribus Lepidaploinae S. C. Keeley & H. Rob.
    1. Lessingianthus H. Rob. (147 spp.)
    2. Lepidaploa (Cass.) Cass. (153 spp.)
    3. Chrysolaena H. Rob. (19 spp.)
    4. Aynia H. Rob. (1 sp.)
    5. Echinocoryne H. Rob. (6 spp.)
    6. Harleya S. F. Blake (1 sp.)
    7. Pseudopiptocarpha H. Rob. (4 spp.)
    8. Mattfeldanthus H. Rob. & R. M. King (2 spp.)
    9. Stenocephalum Sch. Bip. (7 spp.)
    10. Stilpnopappus Mart. ex DC. (21 spp.)
    11. Xiphochaeta Poepp. & Endl. (1 sp.)
    12. Struchium P. Browne (1 sp.)

  12. Subtribus Sipolisiinae H. Rob.
    1. Heterocoma DC. (6 spp.)
    2. Hololepis DC. (2 spp.)

  13. Subtribus Rolandrinae Cass. ex Dumort.
    1. Rolandra Rottb. (1 sp.)
    2. Spiracantha Kunth (1 sp.)

  14. Subtribus Pacourininae H. Rob.
    1. Pacourina Aubl. (1 sp.)

  15. Subtribus Centratherinae H. Rob., R. M. King & B. Bohlmann
    1. Centratherum Cass. (9 spp.)
    2. Albertinia Spreng. (1 sp.)
    3. Gorceixia Baker (1 sp.)

  16. Subtribus Lychnophorinae Benth.
    1. Eremanthus Less. (35 spp.)
    2. Anteremanthus H. Rob. (2 spp.)
    3. Chronopappus DC. (2 spp.)
    4. Vinicia Dematt. (1 sp.)
    5. Lychnophorella Loeuille, Semir & Pirani (11 spp.)
    6. Lychnocephalus Mart. ex DC. (8 spp.)
    7. Lychnophora Mart. (38 spp.)
    8. Maschalostachys Loeuille & Roque (2 spp.)
    9. Minasia H. Rob. (7 spp.)
    10. Piptolepis Sch. Bip. (18 spp.)
    11. Prestelia Sch. Bip. (3 spp.)
    12. Proteopsis Mart. & Zucc. ex Sch. Bip. (2 spp.)

  17. Subtribus Chrestinae H. Rob.
    1. Chresta Vell. (19 spp.)
    2. Soaresia Sch. Bip. (1 sp.)

  18. Subtribus Dipterocypselinae S. C. Keeley & H. Rob.
    1. Dipterocypsela S. F. Blake (1 sp.)
    2. Manyonia H. Rob. (1 sp.)
    3. Heterocypsela H. Rob. (2 spp.)
    4. Allocephalus Bringel, J. N. Nakaj. & H. Rob. (1 sp.)

  19. Subtribus Piptocarphinae H. Rob., R. M. King & Bohlmann
    1. Blanchetia DC. (2 spp.)
    2. Critoniopsis Sch. Bip. (75 spp.)
    3. Cuatrecasanthus H. Rob. (6 spp.)
    4. Dasyandantha H. Rob. (1 sp.)
    5. Ekmania Gleason (1 sp.)
    6. Huberopappus Pruski (1 sp.)
    7. Joseanthus H. Rob. (5 spp.)
    8. Piptocarpha R. Br. (52 spp.)
    9. Yariguianthus S. Díaz & Rodr.-Cabeza (1 sp.)
    10. Piptocoma Cass. (18 spp.)

  20. Subtribus Vernoniinae Cass. ex Dumort.
    1. Eirmocephala H. Rob. (3 spp.)
    2. Vernonanthura H. Rob. (80 spp.)
    3. Vernonia Schreb. (327 spp.)
    4. Cololobus H. Rob. (5 spp.)
    5. Cyrtocymura H. Rob. (6 spp.)
    6. Dasyanthina H. Rob. (2 spp.)
    7. Quechualia H. Rob. (4 spp.)
    8. Trepadonia H. Rob. (2 spp.)

  21. Subtribus nedodijeljeni Vernonieae
    1. Acanthodesmos C. D. Adams & duQuesnay (2 spp.)
    2. Kurziella H. Rob. & Bunwong (1 sp.)